# 国鉄リ2000形貨車
国鉄リ2000形貨車（こくてつリ2000がたかしゃ）は、かつて日本国有鉄道（国鉄）およびその前身である鉄道省等に在籍した10 t積みの土運車である。

## 概要
1928年（昭和3年）5月の車両称号規程改正によりテツ3000形 11両がリ2000形（テツ3000 - テツ3010→リ2000 - リ2010）に形式名変更された。
テツ3000形は1922年（大正11年）3月30日から同年11月22日にかけて製造された日本初の鉄製土箱転倒式10 t 積み土運車である。テツ3000のみ大井工場にて製作され、残り10両（テツ3001 - テツ3010）は汽車製造東京支店で製作された。形式名変更後戦争へ突入した事により新線建設は抑制された為、土運車の新規製造は抑えられ戦後1953年（昭和28年）にリム300形が登場するまでは最新機能の土運車であった。また本形式の基本構造はリム300形開発に大きく寄与したとされる。機能的には全く問題は無かった本形式だが高機能は価格上昇に直結し製造数は11両に抑えられた。
土箱はレールに対して平行に45度まで傾斜可能であり、かつ側扉はリンク機構にて持ち上げられる（解放する）構造であった。ブレーキシリンダーは装備していなかった。
車体塗色は黒一色であり、寸法関係は、全長は6,110 mm、全幅は2,650 mm、全高は2,126 mm、実容積は6.0 m3、自重は8.0 t、換算両数は積車1.4、空車0.8である。
1961年（昭和36年）2月14日に最後まで在籍した4両（リ2001 - リ2004）が廃車になり形式消滅した。